# النهايات السعيدة
النهايات السعيدة (بالإنجليزية: Happy Endings)‏ هو مسلسل تم إنتاجه في الولايات المتحدة. بدأ عرضه في سنة 2011 على هيئة الإذاعة الأمريكية. بلغ عدد حلقاته 57 حلقة، وتبلغ مدة الحلقة الواحدة 22-25 دقيقة. تم بث المسلسل لأول مرة بتاريخ 13 أبريل 2011 بينما تم بث آخر حلقة منه بتاريخ 3 مايو 2013.

## بطولة
- إليشا كثبيرت

## روابط خارجية
- النهايات السعيدة على موقع IMDb (الإنجليزية)
- النهايات السعيدة على موقع ميتاكريتيك (الإنجليزية)
- النهايات السعيدة على موقع روتن توميتوز (الإنجليزية)
- النهايات السعيدة على موقع أول موفي (الإنجليزية)
- النهايات السعيدة على موقع فيلمافينيتي (الإسبانية)
- النهايات السعيدة على موقع كينوبويسك (الروسية)
- النهايات السعيدة على موقع ألو سيني (الفرنسية)
- النهايات السعيدة على موقع قاعدة بيانات الفيلم (الإنجليزية)